# Список народных артистов Казахской ССР
В 1923 году было введено звание Народный артист Казахской АССР. Звание Народный артист Казахской ССР учреждено 2 июня 1940 года. Ниже приведён список народных артистов Казахской ССР по годам присвоения звания. Всего этого звания были удостоены 221 человек.

## 1920-е годы (2 человека)

### 1923 год
1. Затаевич, Александр Викторович (1869—1936), музыкант-этнограф, композитор

### 1924 год
1. Анненкова-Бернар, Нина Павловна (1864—1933), актриса театра

## 1930-е годы (14 человек)

### 1931 год
1. Умурзаков, Елюбай (1899—1974), актёр театра и кино
2. Шанин, Жумат Тургунбаевич (1892—1938), театральный режиссёр, драматург

### 1936 год
1. Байсеитов, Канабек (1905—1979), актёр театра и кино, театральный режиссёр[1]
2. Боров, Илья Григорьевич (1899—1961), театральный режиссёр[1]
3. Брусиловский, Евгений Григорьевич (1905—1981), композитор[1]
4. Джандарбеков, Курманбек (1905—1973), оперный певец (баритон), актёр театра и кино, театральный режиссёр[2]
5. Кожамкулов, Сералы (1896—1979), актёр театра и кино[3]
6. Куанышпаев, Калибек (1893—1968), актёр театра и кино[1] (впоследствии народный артист СССР — 1959)

### 1938 год
1. Ержанов, Манарбек (1901—1966), оперный певец (тенор), актёр театра, композитор[1]
2. Жиенкулова, Шара Баймолдиновна (1912—1991), артистка балета, балетмейстер[4]
3. Иванов, Евгений Васильевич (1901—1982), оперный певец (бас)[1]
4. Овчинников, Анатолий Иванович (1899—1970), оперный певец (тенор)[1]
5. Преображенский, Александр Васильевич (1890—1963), дирижёр, оперный певец (тенор)[1]

### 1939 год
1. Турдыкулова, Урия Алтиковна (1911—1991), певица[1]

## 1940-е годы (26 человек)

### 1940 год
1. Морская, Зинаида Игнатьевна (1885—1966), актриса театра и кино[1]

### 1942 год
1. Бадыров, Капан Уралович (1904—2000), актёр театра[5]
2. Елебеков, Жусупбек (1904—1977), оперный певец (тенор)[1]

### 1943 год
1. Гольдблат, Моисей Исаакович (1896—1974), театральный режиссёр, актёр[1]
2. Завадский, Юрий Александрович (1894—1977), театральный режиссёр, актёр[1] (впоследствии народный артист СССР — 1948)
3. Кручинина-Рутковская, Елизавета Болеславовна (1895—1961), актриса театра[1]
4. Мизецкий, Юрий Митрофанович (1900—1981), театральный режиссёр, актёр[1]
5. Омарова, Жамал Мукашевна (1912—1976), певица (контральто)[1]
6. Пирадов, Владимир Иосифович (1892—1954), дирижёр[1]
7. Соломарский, Александр Иванович, (1897—1980), театральный режиссёр, актёр[1]
8. Уланова, Галина Сергеевна (1910—1998), артистка балета[6] (впоследствии народная артистка СССР — 1951)

### 1944 год
1. Демидова, Анна Александровна (1884—1946), актриса театра[1]
2. Жубанов, Ахмет Куанович (1906—1968), дирижёр, композитор[1]
3. Кузьмин-Караваев В. В.[1]
4. Колтон, Соломон Исаакович (1908—1979), оперный певец (баритон)[1]
5. Нурпеисова, Дина (1861—1955), композитор, домбристка[1]
6. Орлов, Борис Александрович[каз.] (1905—1960), певец, хормейстер[1]

### 1945 год
1. Байжанов, Кали (1877—1966), певец (бас)[1]
2. Жубатова, Забира Кыдыралиевна[каз.] (1914—1999), певица[1]

### 1947 год
1. Абдуллин, Муслим Мукимович (1916—1996), оперный певец (лирический тенор)[7]
2. Абдуллин, Ришат Мукимович (1916—1988), оперный певец (баритон)[7] (впоследствии народный артист СССР — 1967)
3. Айманов, Шакен Кенжетаевич (1914—1970), актёр театра и кино, театральный и кинорежиссёр[8] (впоследствии народный артист СССР — 1959)
4. Койчубаева, Рахия Рыспаевна (1916—1963), актриса театра и кино[1]
5. Куклина-Врана, Нина Константиновна (1915—2000), оперная певица (лирико-колоратурное сопрано)[1]
6. Самышина, Надежда Николаевна (1903—1994), оперная певица (лирико-колоратурное сопрано)[1]
7. Умбетбаев, Анварбек Бейсембаевич (1914—1973), оперный певец (драматический тенор)[1]

## 1950-е годы (38 человек)

### 1951 год
1. Харламова, Валентина Борисовна (1911—1999), актриса театра и кино[9] (впоследствии народный артист СССР — 1959)

### 1954 год
1. Абжанов, Сергали (1912—1976), оперный певец (баритон)[1]
2. Досымжанов, Байгали Досымжанович (1920—1998), оперный певец (лирический тенор)[1]
3. Жантлеуов, Кали (1902—1993), певец, домбрист[1]
4. Казакевич, Александр Пахомович (1889—1959), оперный певец (бас)[1]
5. Круглыхина, Антонина Изидоровна (1912—1984), оперная певица (сопрано)[1]
6. Курмангалиев, Гарифулла (1909—1993), оперный певец (тенор), композитор, киноактёр[1]
7. Кыдыралин, Силамбек[каз.] (1908—1983), актёр театра[1]
8. Мухитов, Лукпан Мухамеджанулы (1894—1957), домбрист[1]
9. Семятова, Мариям Тохтахановна (1916—1967), актриса театра[10]

### 1955 год
1. Ассуиров, Серафим Павлович[каз.] (1906—1964), актёр театра[1]
2. Багланова, Роза Тажибаевна (1922—2011), оперная и эстрадная певица (сопрано)[11] (впоследствии народная артистка СССР — 1967)
3. Кайров, Павел Осипович (1904—1962), актёр театра[1]
4. Майзель, Любовь Яковлевна (1908—1978), актриса театра[1]
5. Селезнёв, Александр Владимирович (1906—1961), артист балета[12]
6. Суртубаев, Мулюк (1917—1997), актёр театра и кино[1]

### 1956 год
1. Ангаров, Николай Константинович[каз.] (1914—1990), актёр театра[1]

### 1957 год
1. Букеева, Хадиша Букеевна (1917—2011), актриса театра и кино[11] (впоследствии народная артистка СССР — 1964)
2. Дугашев, Газиз Ниязович (1917—2008), дирижёр[1]
3. Кармысов, Камал Кармысович (1912—1991), актёр театра и кино[1]
4. Муратов, Яков Яковлевич[каз.] (1890—1979), актёр театра и кино, театральный режиссёр[1]
5. Рогальский, Павел Петрович (1904—1987), актёр театра[1]
6. Чернышёва, Лидия Демьяновна (1912—1975), артистка балета, балетмейстер[13] (впоследствии народная артистка СССР — 1967)

### 1958 год
1. Абдуллина, Айша (1916—2019), актриса театра[7]
2. Атаханов, Нуритдин Мухамбеткалиулы (1905—1974), актёр театра[14]
3. Диордиев, Евгений Яковлевич (1912—1985), актёр театра и кино, режиссёр[15] (впоследствии народный артист СССР — 1970)
4. Сакиева, Куляш Срымбетовна (1920—2019), актриса театра, певица[1]
5. Саттарова, Салима Ескендировна (1920—1985), актриса театра[16]
6. Серкебаев, Ермек Бекмухамедович (1926—2013), камерный и оперный певец (баритон), киноактёр[1] (впоследствии народный артист СССР — 1959)
7. Тельгараев, Сейфолла Пиримович (1910—1975), актёр театра и кино[1]
8. Хайруллина, Гайни Хаировна (1914—1967), театральный режиссёр, актриса[1]

### 1959 год
1. Баязитова, Гульнафис (1917—1987), кобызистка
2. Бейсекова, Шабал (1919—1997), оперная певица (сопрано)[1]
3. Джандарбекова, Шолпан Исабековна (1922—2005), актриса театра и кино[11] (впоследствии народная артистка СССР — 1982)
4. Захаров, Ростислав Владимирович (1907—1984), артист балета, балетмейстер, оперный режиссёр[1][17] (впоследствии народный артист СССР — 1969)
5. Кенжетаев, Каукен Кенжетаевич (1916—2008), актёр театра и кино, оперный певец (баритон), оперный режиссёр[1]
6. Майканова, Сабира (1914—1994), актриса театра и кино[1][18] (впоследствии народная артистка СССР — 1970)
7. Тулегенова, Бибигуль Ахметовна (р. 1929), оперная певица (лирико-колоратурное сопрано), киноактриса[11] (впоследствии народная артистка СССР — 1967)

## 1960-е годы (35 человек)

### 1961 год
1. Байкадамова, Айсулу (1927—1992), оперная певица (сопрано)[1]
2. Лебедев, Борис Васильевич (1910—1977), дирижёр[1]
3. Померанцев, Юрий Борисович (1923—2022), актёр театра и кино[1]

### 1962 год
1. Ким Дин (1902—1966), актёр театра[1]
2. Ли Хам Дек (1914—2001), актриса театра[1]
3. Шашкина, Жамиля Нурмагамбетовна (1914—2009), актриса театра[1]

### 1963 год
1. Сулейменова, Зарипа Изтлеуовна[каз.] (1920—1994), актриса театра, певица (сопрано)[1]
2. Тулеков, Куат (1914—1998), актёр театра[1]

### 1964 год
1. Абдрахманова, Гульсум (1917—1970), актриса театра[1]
2. Загвоздкина, Иустина Ивановна (1908—1985), актриса театра[19]
3. Орел, Евгений Ефимович[каз.] (1904—1983), актёр театра[1]

### 1965 год
1. Струнина, Ксения Александровна (1915—1980), актриса театра[1]
2. Умурзакова, Амина Ергожаевна (1919—2006), актриса театра и кино[1]

### 1966 год
1. Абишев, Ораз (1916—2013), кинорежиссёр[1]
2. Епонешникова, Эра Ивановна (1927—1977), оперная певица[1]
3. Жантурин, Нурмухан Сейтахметович (1928—1990), актёр театра и кино[20]
4. Илахунова, Раушангуль Саитовна (1922—2000), актриса театра, певица[1]
5. Кушербаева, Сара Идрисовна (1933—1999), артистка балета[1]
6. Кюн, Людмила Петровна (1915—1982), актриса театра[1]
7. Мусин, Шахан Алимханович (1913—1999), актёр театра и кино[1]
8. Ногайбаев, Идрис Ногайбаевич (1931—1989), актёр театра и кино[21] (впоследствии народный артист СССР — 1982)
9. Решетниченко, Ольга Алексеевна[каз.] (1914—2003), актриса театра[1]
10. Римова, Бикен (1923—2000), актриса театра и кино[1]
11. Сакиев, Шарипбай Кашкинбаевич (1913—1989), актёр театра[22]
12. Хамиди, Латыф Абдулхаевич (1906—1983), композитор[1]
13. Шарипова, Замзагуль Нусипбаевна (1931—2018), актриса театра и кино

### 1967 год
1. Есимжанова, Рабига (1914—1986), оперная певица (меццо-сопрано)[1]
2. Кажгалиев, Шамгон Сагиддинович (1927—2015), домбрист, дирижёр (впоследствии народный артист СССР — 1985)
3. Коган, Симха Бенционович (1918—1979), пианист, концертмейстер[1]
4. Мансуров, Фуат Шакирович (1928—2010), дирижёр[1]
5. Мухамеджанов, Сыдык (1924—1991), композитор[23] (впоследствии народный артист СССР — 1990)
6. Омаров, Рустембек Бейсенович[каз.] (1910—1988), домбрист[1]

### 1968 год
1. Абишев, Нугман (1906—1988), оперный певец (тенор)[1]
2. Галиева, Гульжихан Галиевна (1917—1982), актриса театра[1]

### 1969 год
1. Калтаев, Байдильда (1911—1979), актёр театра[1]

## 1970-е годы (38 человек)

### 1970 год
1. Жанбырбаев, Абылкасым (1927—2012), актёр театра и кино[24][25]
2. Мамбетов, Азербайжан Мадиевич (1932—2009), театральный режиссёр[26] (впоследствии народный артист СССР — 1976)
3. Молодов, Анатолий Васильевич (1929—2017), дирижёр[27] (впоследствии народный артист СССР — 1988)
4. Шамиев, Ахмет (1908—1983), актёр театра и кино, певец[28]

### 1971 год
1. Бакиев, Махпир Курбанович (1915—1986), актёр театра[1]
2. Жолумбетов, Атайбек[каз.] (1912—1994), актёр театра и кино[1]
3. Ли, Николай Петрович (1915—1977), актёр театра, певец (тенор)[16]

### 1972 год
1. Кожабеков, Кененбай Молданович (1928—1988), актёр театра и кино[1]

### 1973 год
1. Аюханов, Булат Газизович (1938—2022), артист балета, балетмейстер[1]
2. Байжанбаев, Ануарбек Ныгметжанович (1923—1989), диктор телевидения[1]
3. Жубанова, Газиза Ахметовна (1927—1993), композитор[29] (впоследствии народная артистка СССР — 1981)
4. Карабалина, Бахыт Токсанбайкызы (1939—1990), домбристка[30]
5. Кужамьяров, Куддус Ходжамьярович (1918—1994), композитор[31] (впоследствии народный артист СССР — 1987)
6. Сулимов, Мар Владимирович (1913—1994), театральный режиссёр, актёр[1]

### 1974 год
1. Бакирова, Шолпан[каз.] (1924—2002), актриса театра[1]
2. Серикбаева, Жумабике[каз.] (1917—1996), актриса театра[1]
3. Токпанов, Аскар Токпанович (1915—1994), театральный режиссёр[1]

### 1975 год
1. Ахметова, Алма (р. 1920), актриса театра[1]
2. Кучина, Тамара Ивановна (1919—2005), актриса театра[1]
3. Рахмадиев, Еркегали Рахмадиевич (1932—2013), композитор[32] (впоследствии народный артист СССР — 1981)
4. Тлендиев, Нургиса Атабаевич (1925—1998), домбрист, дирижёр, композитор[33] (впоследствии народный артист СССР — 1984)

### 1976 год
1. Ашимов, Асанали Ашимович (р. 1937), актёр театра и кино, театральный режиссёр[34] (впоследствии народный артист СССР — 1980)
2. Бапов, Рамазан Саликович (1947—2014), артист балета[35] (впоследствии народный артист СССР — 1979)
3. Каражигитов, Нариман Нурмухамедович (1934—2021), оперный певец (лирико-драматический тенор)[1]
4. Молдабеков, Ануарбек Абыханович (1938—1985), актёр театра и кино[1]
5. Оразбаев, Сабит Конырбаевич (р. 1936), актёр театра[1]
6. Ружева, Алтын Ибрагимовна (1928—1990), актриса театра[36]
7. Шарипова, Фарида Шариповна (1936—2010), актриса театра и кино[37] (впоследствии народная артистка СССР — 1980)
8. Яковенко, Василий Никифорович (1930—2010), оперный певец (лирико-драматический тенор)[1]

### 1977 год
1. Жилисбаев, Бекен Бекенович (1923—2015), оперный певец (тенор)[1]

### 1978 год
1. Арчибасов, Иван Петрович[каз.] (1936—2001), актёр театра[1]
2. Байсеитова, Раушан Хатиятовна (р. 1947), артистка балета[1]
3. Мусабаев, Мурат Хасенович (1937—1993), оперный певец (баритон)[1]
4. Османов, Тургут Садвакасулы (1927—1982), дирижёр[38]

### 1979 год
1. Днишев, Алибек Мусаевич (р. 1951), оперный певец (тенор)[39] (впоследствии народный артист СССР — 1986)
2. Корниенко, Василий Фёдорович (1925—1994), актёр театра[1]
3. Тыныштыгулова, Сара Ордембаевна (р. 1942), эстрадная певица (контральто)[1]
4. Хамзин, Магауия[каз.] (1927—2000), домбрист, композитор

## 1980-е годы (50 человек)

### 1980 год
1. Багысова, Жибек Есекеевна (р. 1940), актриса театра[1]
2. Манапова, Жупар[каз.] (р. 1925), актриса театра

### 1981 год
1. Абусеитов, Суат Ауэзбекович (1929—1992), певец (тенор)
2. Балгаева, Фатима Жумагуловна (1926—2005), кобызистка
3. Войнаровская, Нина Ивановна (1925—2013), артистка оперетты (сопрано)
4. Имаханов, Бекен (1936—2023), актёр театра[1]
5. Кастеева, Зарема Ахметкызы (р. 1947), артистка балета[1]
6. Разиева, Гульвира Турсуновна (р. 1936), эстрадная певица (сопрано)[40]
7. Талпакова, Гульжан Изимовна (р. 1948), танцовщица[1]

### 1982 год
1. Жубатурова, Рахима Тулегеновна (р. 1943), оперная певица (лирико-драматическое сопрано)[1]
2. Калиламбекова, Хорлан Ихсановна (р. 1945), оперная певица (лирико-колоратурное сопрано)[1]
3. Райбаев, Заурбек Мулдагалиевич (1932—2011), артист балета, балетмейстер[1]
4. Сатаев, Каргамбай Рахимжанович[каз.] (1938—2013), актёр театра и кино[1]

### 1983 год
1. Ким, Владимир Егорович[каз.] (1936—1997), театральный режиссёр, актёр[1][41]
2. Колпаков, Вячеслав Борисович[каз.] (1937—2018), актёр театра[1]

### 1984 год
1. Абиров, Даурен Тастанбекович (1923—2001), артист балета, балетмейстер[1]
2. Ашимова, Бахыт (1937—2012), оперная певица (меццо-сопрано)[1]
3. Исаков, Евгений Иванович (1937—2021), оперный певец (бас)[1]
4. Клушкин, Юрий Степанович (р. 1937), трубач[1]
5. Кумисбеков, Кенжебек (1927—1997), композитор[1]
6. Маметова, Нурбуви Даулетовна[каз.] (р. 1936), актриса театра, певица[1]
7. Манская, Инесса Ивановна (1928—2017), артистка балета[1]
8. Мырзабеков, Алдаберген Каирбекович[каз.]  (1930—2018), дирижёр[1]
9. Нэльская, Лия Владимировна (1932—2013), актриса театра[1]
10. Полохов, Леонтий Александрович[каз.] (1920—1993), актёр театра и кино[1]
11. Умбеталиев, Ануарбек Бисемалиевич[каз.]* (1941—2007), оперный певец (бас)[1]
12. Хасангалиев, Ескендир Утегенович (1940—2021), композитор, певец (лирический баритон)[1]

### 1985 год
1. Андреева, Ольга Давыдовна (1915—2007), оперная певица (сопрано)[1]
2. Володарская, Екатерина Семёновна (1918—2003), актриса театра
3. Мусабекова, Айкен (1912—1992), актриса кино и театра, певица (колоратурное сопрано)[1]

### 1986 год
1. Бычков, Анатолий Владимирович[каз.] (1929—1997), композитор[1]
2. Кабигожина, Сара Окаповна (1944—2019), иллюзионистка[1]
3. Мусаходжаева, Айман Кожабековна (р. 1958), скрипачка[1]
4. Ракишев, Данеш (1926—1992), певец, композитор[1]
5. Рымбаева, Роза Куанышевна (р. 1957), эстрадная певица (лирическое сопрано)[42]
6. Шукуров, Султангали Тугельбаевич (1946—2012), иллюзионист[1]

### 1987 год
1. Абдрасулов, Курван (р. 1932), актёр театра[1]
2. Бойченко, Гавриил Моисеевич (1927—2013), актёр театра[1]
3. Есимов, Гафиз Кыдырович (1947—2024), оперный певец (лирический баритон)[1]
4. Ешекеев, Мадениет Сейтжанович (1936—1997), певец[1]
5. Омаров, Байтен Валиханович (1927—2008), театральный режиссёр, киноактёр[1]
6. Сейтметов, Райымбек Ногайбаевич (1938—2007), актёр театра и кино[1]
7. Тёмкин, Лев Александрович (1940—1993), театральный режиссёр, актёр[1]
8. Шарнин, Геннадий Михайлович[каз.] (1927—1998), актёр театра[1]

### 1988 год
1. Обаев, Есмухан Несипбаевич (р. 1941), театральный режиссёр[1]

### 1989 год
1. Борисов, Виктор Кириллович[каз.] (1931—1997), актёр театра[1]
2. Ибраев, Тураш Ибраевич (1929—1991), кинорежиссёр[1]
3. Кесоглу, Лаки Константинович (р. 1939), эстрадный певец (баритон)[1]
4. Койшыбаева, Зейнеп Толембеккызы (1937—2002), певица[1]
5. Мусабаев, Рашид Хасенович (1933—2008), эстрадный певец (тенор)[1]

## 1990-е годы (18 человек)

### 1990 год
1. Абылаева, Асия Бозаевна (1938—2015[источник не указан 1624 дня]), актриса театра[1][43][44]
2. Байбосынов, Кайрат Ауекенович (р. 1950), певец[1][45]
3. Баяхунов, Бакир Яхиянович (р. 1933), композитор[1]
4. Ескалиев, Азидолла (1934—2017), домбрист, композитор[1]
5. Жаманбаев, Базаргали Ажиевич (р. 1942), дирижёр[1]
6. Ихтымбаев, Нуржуман Байжуманович (р. 1941), киноактёр[1]
7. Нурсултанова, Сайрагуль Ербосуновна (р. 1952), артистка балета[1]
8. Сагатов, Мансур Сагатович[каз.] (1939—2002), композитор[1]
9. Шотиков, Серик Бариевич (1937—2012), актёр театра[1][46]

### 1991 год
1. Аубакирова, Жания Яхияевна (р. 1957), пианистка
2. Ахмедьяров, Каршыга (1946—2010), домбрист, дирижёр, композитор
3. Аширбекова, Роза (1938—2022), актриса театра
4. Бактыгереев, Мухтар (1933—1999), актёр театра и кино
5. Исова, Туратай (1931—1994), актриса театра[1]
6. Кадырбекова, Гульжамиля Ихсановна (р. 1949), пианистка
7. Мышбаева, Нукетай Мышбаевна (р. 1936), актриса театра[1]
8. Серкебаев, Мурат Бекмухамедович (р. 1940), скрипач, дирижёр, композитор
9. Тасыбекова, Торгын Жылкышыевна (1938—2024), актриса театра[1]

## Год присвоения звания не установлен
1. Быстрицкая, Элина Авраамовна (1928—2019), актриса театра и кино[47]